# Ліра (співачка)
Лерато Молапо, відома як Ліра (англ. Lira, нар. 14 березня 1979 року, Йоганнесбург, ПАР) — південноафриканська співачка та музикантка. 11-разова лауреатка південноафриканської музичної премії, вона характеризує свою музику як «сплав соулу, фанку, елементів джазу та африканської музики».

## Біографія
Лерато Молапо народилася 14 березня 1979 року у Йоганнесбурзі. В дитинстві їй подобалися такі виконавиці, як Міріам Макеба, Арета Франклін. 
Молапо почала виступати у 16 років. У 2006 році випустила свій перший альбом «Feel Good», який мав великий успіх. Наступний альбом співачки («Soul in Mind») також став популярним. Ліра працює у різних музичних жанрах (сучасний ритм-енд-блюз, фанк та інші).

## Дискографія
- Feel Good (2006)
- Soul in Mind (2008)
- Return to Love (2011)
- Rise Again (2014)
- Born Free (2016)

## Особисте життя
9 вересня 2009 року одружилася з менеджером Робіном Колем. У липні 2019 після 9-річного шлюбу оголосила про розлучення.
Співачка розмовляє чотирма мовами. 